# العبودية في موريتانيا

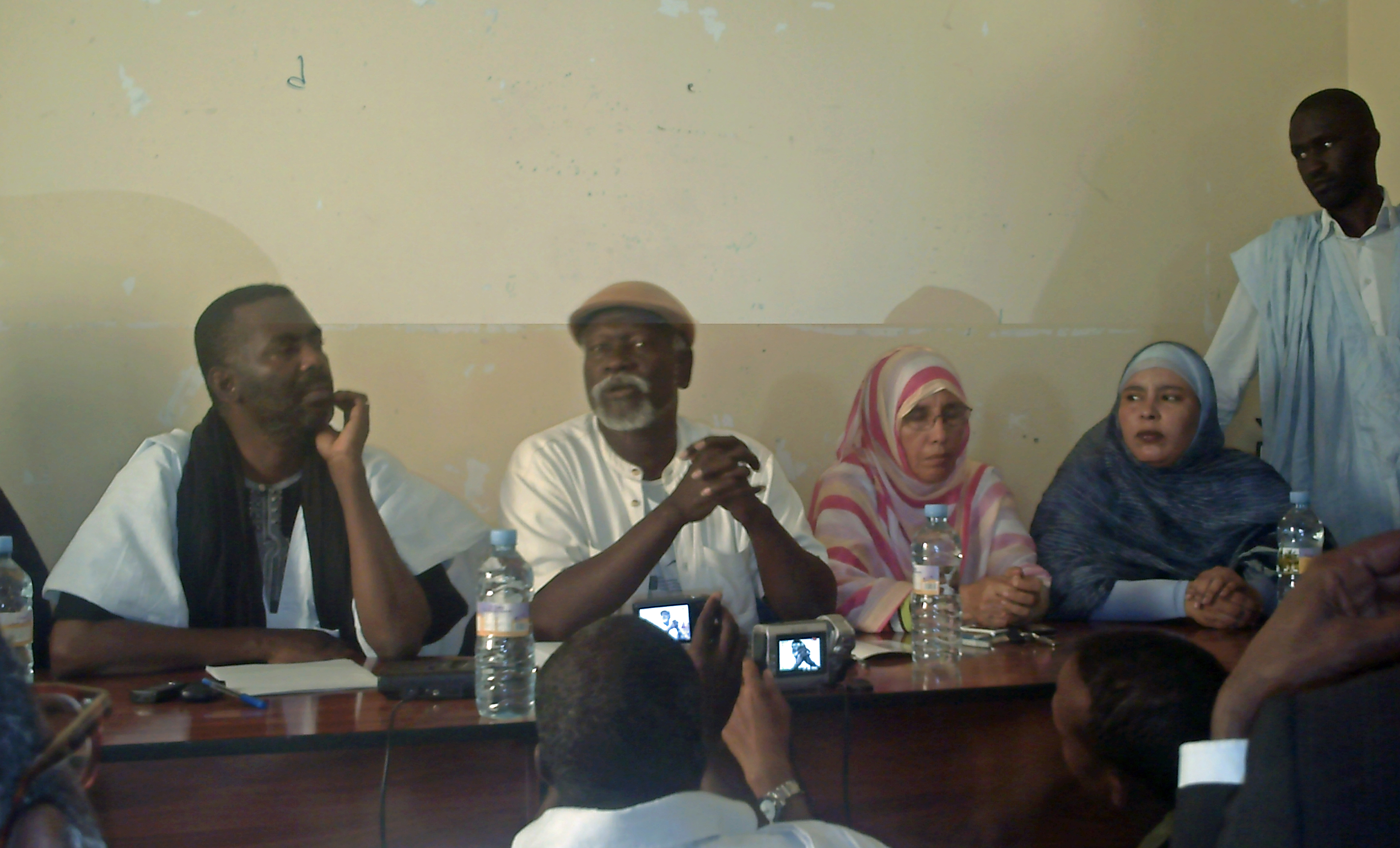
المدافعون الموريتانيون عن حقوق الإنسان يطالبون بتفعيل قانون البلاد الخاص بمحاربة العبودية.

وصفت العبودية بأنها "متجذرة بعمق" في بنية دولة موريتانيا الواقعة في شمال غرب إفريقيا ويقدر أنها "مرتبطة ارتباطا وثيقا" بالتكوين العرقي للبلاد على الرغم من أنه قدر أيضا أن "العبودية المنتشرة كانت تقليدية بين المجموعات العرقية في الجنوب غير الرعوي إلى حد كبير حيث لم يكن لها أصول أو نغمات عرقية وكان السادة والعبيد على حد سواء من السود" على الرغم من توقف العبودية في جميع أنحاء البلدان الأفريقية الأخرى والحظر الرسمي على الممارسة منذ عام 1905.
أعلنت الإدارة الاستعمارية الفرنسية نهاية العبودية في موريتانيا عام 1905. صادقت موريتانيا في عام 1961 على اتفاقية العمل القسري بعد أن كرست بالفعل إلغاء العبودية وإن كان ضمنيا في دستورها لعام 1959. في عام 1981 أصبحت موريتانيا آخر دولة في العالم تلغي العبودية رسميا عندما ألغى مرسوم رئاسي هذه الممارسة. ومع ذلك لم يتم تمرير أي قوانين جنائية لفرض الحظر. في عام 2007 وتحت ضغط دولي أقرت الحكومة قانونا يسمح بمقاضاة مالكي العبيد.
على الرغم من إلغاء العبودية رسميا قدر مؤشر الرق العالمي لعام 2018 عدد العبيد بنحو 90.000 (أو 2.1٪ من السكان) وهو انخفاض عن 155.600 المبلغ عنها في مؤشر عام 2014 حيث احتلت موريتانيا المرتبة 31 من بين 167 دولة من حيث العدد الإجمالي للعبيد والأولى من حيث الانتشار بنسبة 4٪ من السكان. تحتل الحكومة الموريتانية المرتبة 121 من بين 167 دولة في استجابتها لجميع أشكال العبودية الحديثة. في عام 2017 ادعت هيئة الإذاعة البريطانية أن إجمالي عدد العبيد الذين يعيشون في العبودية بلغ 600.000.
في نوفمبر 2009 قامت بعثة تابعة للأمم المتحدة برئاسة المقررة الخاصة للأمم المتحدة غولنارا شاهينيان بتقييم ممارسات العبودية في موريتانيا. وفي تقرير صدر في أغسطس 2010 إلى مجلس حقوق الإنسان التابع للأمم المتحدة خلصت البعثة إلى أنه "على الرغم من القوانين والبرامج واختلاف الرأي فيما يتعلق بوجود العبودية في موريتانيا ... فإن العبودية بحكم الأمر الواقع لا تزال قائمة في موريتانيا".
بينما يعيش الناس في بلدان أخرى في المنطقة في "ظروف أشبه بالعبودية" فإن الوضع في موريتانيا "شديد بشكل غير عادي" وفقا لأستاذ التاريخ الأفريقي بروس هول ويتألف إلى حد كبير من الموريتانيين السود الذين يحتجزهم أسياد عرب.
الموقف الرسمي للحكومة الموريتانية هو أن العبودية "انتهت تماما ... كل الناس أحرار". ووفقا لمناهض العبودية عبد الناصر ولد عثمان يعتقد العديد من الموريتانيين أن الحديث عن العبودية "يشير إلى التلاعب من قبل الغرب أو عمل من أعمال العداء للإسلام أو التأثير من المؤامرة اليهودية العالمية". ذكرت بعض جماعات حقوق الإنسان أن الحكومة سجنت عددا أكبر من نشطاء مناهضي العبودية مقارنة بسجنها لأصحاب العبيد. لم تتم محاكمة سوى شخص واحد أم المؤمنين منت بكار فال بتهمة امتلاك العبيد. وحكم عليها بالسجن ستة أشهر في يناير 2011.
انتقد الأكاديميان أحمد مولود ومحمد المختار سيدي هيبة اتهامات العبودية في موريتانيا التي زعمتها المنظمات والكتاب المناهضون للعبودية بأنها مبالغ فيها مع نقص المصادر الإحصائية والأخطاء الواقعية.

## الخلفية والممارسة
تم نقل وضع العبودية عبر الأجيال. يعيش أحفاد الأفارقة السود الذين تم أسرهم خلال غارات العبيد التاريخية الآن في موريتانيا كـ "مغاربة سود" أو حراطين ولا يزال بعضهم يخدمون كعبيد لـ "المغاربة البيض" ذوي البشرة الفاتحة أو البيضان (البيض) (وهم من البربر أو العرب البربر المختلطين أحفاد مالكي العبيد المعروفين جماعيا باسم البيضان). على الرغم من وجود العبودية أيضا بين جزء من السكان الموريتانيين من جنوب الصحراء الكبرى حيث يمتلك بعض الموريتانيين السود من جنوب الصحراء الكبرى عبيدا من نفس لون بشرتهم وتشير بعض التقديرات حتى إلى أن العبودية منتشرة حاليا على نطاق أوسع في ذلك الجزء من السكان في جنوب البلاد. وفقا لمؤشر العبودية العالمي فإن عبودية البالغين والأطفال في موريتانيا "تتخذ في المقام الأول شكل العبودية المنقولة" مما يعني أن العبيد وذريتهم "هم ملكية كاملة لأسيادهم". "قد يتم شراء العبيد وبيعهم وتأجيرهم وإهدائهم كهدايا". العبودية في موريتانيا "منتشرة في كل من المناطق الريفية والحضرية" لكن النساء "يتأثرن بشكل غير متناسب" بالعبودية. العبيد الإناث "يعملن عادة في المجال المنزلي" فيرعين الأطفال ويقومن بالأعمال المنزلية ولكن "قد يرعين الحيوانات ويزرعن أيضا". العبيد الإناث "يتعرضن للاعتداء الجنسي من قبل أسيادهن". ولأن وضع العبودية هو أمومية فإن العبيد يخدمون عادة نفس العائلات التي خدمتها أمهاتهم وجداتهم. وعادة ما ينامون ويأكلون في نفس الأماكن التي تخدمها حيوانات عائلاتهم المالكة. العبيد "ليسوا مقيدين بالسلاسل" ولكن بعوامل "اقتصادية" و"نفسية". إنهم محرومون من التعليم في المجالات العلمانية التي توفر مهارات العمل ويتم تعليمهم أن "التشكيك في العبودية يعادل التشكيك في الإسلام". هناك أيضا "منطقة رمادية" أو "استمرارية" بين العبودية والحرية في موريتانيا - تسمى أيضا "بقايا العبودية" - حيث يتم استغلال المزارعين والعمال من قبل ملاك الأراضي وأصحاب العمل البيضان. وفقا لأحمد فال ولد الدين من منظمة مراقبة حقوق الإنسان الموريتانية "يميل العبيد إلى تطوير علاقات وثيقة للغاية مع أسيادهم أما المحررون الذين هم فقراء ولم يرثوا شيئا من والديهم فقد اختاروا البقاء تحت رعاية أسيادهم السابقين حيث يوفرون لهم الضروريات الأساسية للحياة".
— من تقرير وزارة الخارجية الأمريكية عن العبودية في موريتانيا، 2009
وفقا لتقرير وزارة الخارجية الأمريكية عن حقوق الإنسان لعام 2010 تشمل الانتهاكات في موريتانيا ما يلي:
تابع تقرير عام 2010: "لم تكن جهود الحكومة كافية لفرض قانون مكافحة العبودية. لم تتم مقاضاة أي حالات بنجاح بموجب قانون مكافحة العبودية على الرغم من حقيقة وجود عبودية "بحكم الأمر الواقع" في موريتانيا".

### عبودية الأطفال
لا تزال عمالة الأطفال منتشرة أيضا في جميع أنحاء موريتانيا. نفذت الحكومة الموريتانية غارة في نواكشوط في نوفمبر 2017 وأنقذت 42 طفلا عبدا كانوا محتجزين لدى مدرسي القرآن. ووفقا لوزارة العمل الأمريكية نادرا ما تتم معاقبة انتهاك قوانين عبودية الأطفال. حققت الفرقة الخاصة للقاصرين في 406 حالة من حالات استغلال الأطفال ومع ذلك فمن غير الواضح ما إذا كان النظام القانوني الموريتاني قد حقق بشكل أكبر أو عاقب أي شخص متورط في تلك الحالات المعينة. لا تزال عبودية الأطفال تشكل قضية في موريتانيا لأن الوضع ينتقل من الأم إلى الطفل.

## الاستعمار الفرنسي
استعمر الفرنسيون موريتانيا في عام 1904 أثناء التدافع على أفريقيا. كانت موريتانيا والأراضي الأخرى المملوكة لفرنسا تُعرف باسم "مجتمعات العبيد" لأن العبودية كانت تقليدا تفاعل معه الفرنسيون. أعاد الفرنسيون تشكيل العبودية اجتماعيا لأن "الإداريين الفرنسيين والمبشرين الفرنسيين خلقوا لأنفسهم دورا ... كان متوافقا في الغالب مع العادات الثقافية المحلية". ومع ذلك كان التأثير الاقتصادي محدودا حيث لم يتم رفع الأسعار إلى مستوى مرتفع بما يكفي لتعزيز إمدادات أكبر من العبيد.
كانت هناك عدة تفسيرات للتأثير الذي خلفه الاستعمار على المجتمعات الأفريقية. يعتقد محمود مدني أن الاستعمار سمح لسلطة سادة العبيد بالبقاء دون رادع بسبب السلطة التي تدعمهم. ومع ذلك يعتقد علماء آخرون أن المؤسسات الأفريقية لم تتغير لأن الأوروبيين كانوا مجرد مستهلكين.
سيطر الفرنسيون على أراضيهم باستخدام موظفين أفارقة من تلك الأراضي. عمل الموظفون الموريتانيون في مناصب منخفضة المستوى و"عملت التسلسل الهرمي الاستعماري على افتراض أن موظفيها الأفارقة سيعملون كقنوات شفافة وغير مدروسة تربط السلطات الاستعمارية البيضاء بالرعايا المستعمرين الأفارقة السود". لم ينظر إلى الموظفين الأفارقة على أنهم يشكلون تهديدا على الرغم من حقيقة أنهم لديهم القدرة على التحكم في تدفق المعلومات بين الموريتانيين والفرنسيين بسبب حاجز اللغة.

### السياسات الفرنسية المناهضة للعبودية
نفذ الفرنسيون سياسات مناهضة للعبودية بعد فشل أراضيهم في الامتثال لقانون تحرير جميع العبيد. أخبر المسؤولون الموريتانيون الفرنسيين أن العبودية كانت عادة في موريتانيا ولا يمكنهم ببساطة إلغاؤها دون ضائقة مجتمعية لذلك فرضوا سياسات معينة لكنهم سمحوا بالعبودية. أعيد العبيد في موريتانيا إلى أسيادهم وعوملوا كأطفال هاربين. كما سمح للرجال الأفارقة الذين تم تجنيدهم في الجيش الفرنسي بأخذ زوجات من العبيد لكن كان عليهم أن يكونوا أحرارا قبل الزواج وكان عليهم البقاء في المستعمرة. يمكن للرجال الأفارقة الذين تم تجنيدهم في الجيش الفرنسي المطالبة بأطفالهم من خلال إثبات أنهم ولدوا بشكل شرعي وإذا لم يكن الأمر كذلك فهم عبيد.
أنشأ الفرنسيون قرى الحرية حتى يكون للعبيد منطقة يكونون فيها أحرارا في موريتانيا. يمكنهم اللجوء إلى هناك ويفرض عليهم الفرنسيون الضرائب. ومع ذلك في غضون ثلاثة أشهر تمكن أسيادهم من استعادة العبيد ولم يكن لدى القرى سوى القليل من الموارد.
في ثلاثينيات القرن العشرين أبلغت فرنسا رسميا اللجنة الاستشارية للخبراء بشأن العبودية أن العبودية ألغيت في جميع الأراضي الفرنسية في إفريقيا بما في ذلك موريتانيا.
على الرغم من نجاح الفرنسيين في تحرير أراضيهم الأخرى إلا أن الفرنسيين اعتقدوا أن فرض إلغاء العبودية في موريتانيا سيكون مخالفا للتقاليد وذلك لأن الإسلام كان متشابكا للغاية مع العبودية. كما اعتقد الفرنسيون أن "العبيد أنفسهم ببساطة ليسوا مستعدين لانتزاعهم من ضمانهم الاجتماعي وأن القيام بذلك سيكون بمثابة "زرع الفوضى الاجتماعية". ونتيجة لذلك لا تزال العبودية المحلية والعبودية الاستعمارية مسموحا بها في موريتانيا.

## دور الدين
الإسلام هو الدين الأكثر انتشارا في موريتانيا حيث يعتبر المذهب المالكي للإسلام السني الشكل السائد. خاض الإسلام المالكي في غرب إفريقيا ما قبل الاستعمار حملة دؤوبة ضد تجارة الرقيق عبر الأطلسي ولكن في القرنين التاسع عشر والعشرين برر العديد من المالكيين استمرار العبودية داخل موريتانيا في بعض أشكالها أو كلها. اليوم تعتقد الأغلبية المهيمنة من الموريتانيين أن العبيد السابقين (بغض النظر عن حالة عتقهم) لا يمكن أن يكونوا مواطنين كاملين ومساوين أو أن يصبحوا أئمة.
فشلت محاولات إنهاء العبودية في موريتانيا الاستعمارية إلى حد كبير لأن إلغاء العبودية كان متأثرا بالاستشراق أو الأيديولوجية التي تقول إن الأفارقة "غريبون ومتخلفون فكريا وحسيون عاطفيا ومستبدون حكوميا وسلبيون ثقافيا وقابلون للاختراق سياسيا".
ربما كان لبعض جوانب الدين تأثير في الحفاظ على الهياكل القائمة على العبودية. على سبيل المثال كان اتخاذ المحظيات من غير العبيد أمرا مقبولا في الإسلام وكان شائعا جدا. وكان من المتوقع أن يتم التعامل مع المحظيات بإنسانية. وقد تشكلت انطباعات الحرية من خلال مفاهيم النظام الاجتماعي والاعتقاد بأن الله سيغفر خطايا العبيد إذا تصرفوا بطاعة لأسيادهم.
بعد عام 1980 خلص علماء موريتانيا (المجتمع العلمي الديني) إلى أنه لم يتم الحصول على أي عبيد من خلال الجهاد وبالتالي لم يكن هناك شرعية تستند إلى الشريعة الإسلامية لمواصلة الاستعباد.

## موقف الحكومة

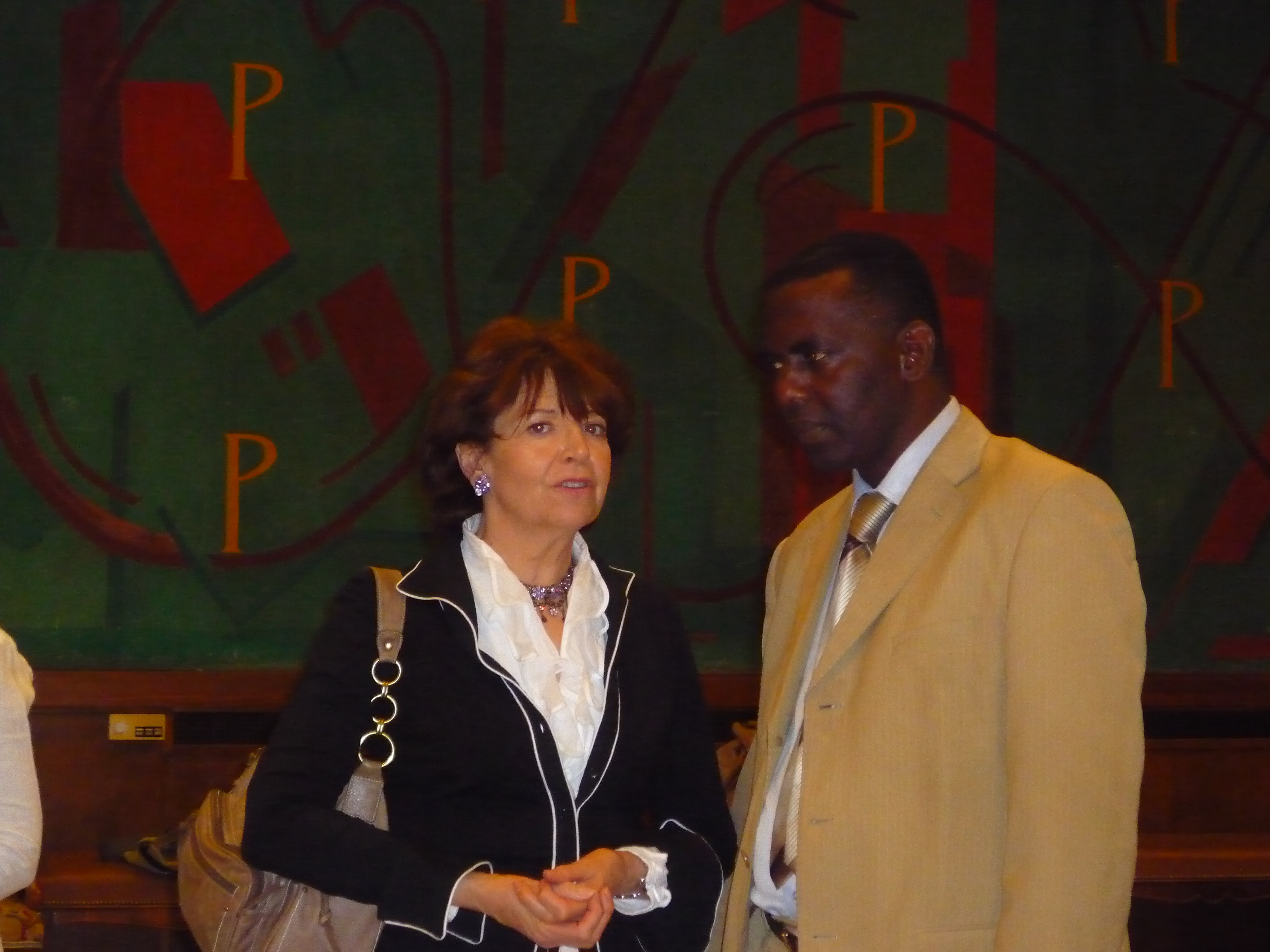
ماري جوزيه دومستيكي ميت (المركز الوطني لحقوق الإنسان) وبيرام داه عبيد الذي حكم عليه في عام 2009 بالسجن لمدة ستة أشهر لمشاركته في تجمع غير مرخص.

تنكر حكومة موريتانيا (التي يهيمن عليها البيضانيون) وجود العبودية في البلاد. وفقا لعبد الناصر ولد عثمان المستشار السياسي للاتحاد الأفريقي والمؤسس المشارك لمجموعة إغاثة العبيد تقول الحكومة الموريتانية رسميا: "لم تعد العبودية موجودة والحديث عنها يوحي بالتلاعب من قبل الغرب أو عمل من أعمال العداء للإسلام أو التأثير من المؤامرة اليهودية العالمية".
ردا على اتهامات انتهاك حقوق الإنسان صرح وزير التنمية الريفية الموريتاني إبراهيم ولد مبارك ولد محمد المختار في عام 2012:
في مارس 2013 أنشأ الرئيس وكالة "لمكافحة العبودية" والمعروفة باسم "الوكالة الوطنية لمكافحة آثار العبودية والتكامل ومكافحة الفقر". قال مدير الوكالة حمدي ولد محجوب وهو من قبيلة البيضان لمؤلف مجلة نيويوركر أليكسيس أوكيوو "إن العبودية كمؤسسة كشيء مقبول من قبل المجتمع غير موجودة" في موريتانيا وأن وكالته تعمل على برنامج لمساعدة المزارعين وغيرهم على بناء العيادات وتحسين الوصول إلى المياه.
وفقا للحكومة الموريتانية فقد اتخذت إجراءات لإنهاء جميع أشكال العبودية. في عام 2015 وسعت الحكومة تعريف العبودية لتشمل عمالة الأطفال على الرغم من أنها تواجه صعوبة في فرض قوانين مكافحة العبودية. الحكومة تعاني من نقص التمويل وعدم التجهيز للتعامل مع العبودية.

## العبودية في المجتمع والقوانين الموريتانية
تحولت محاربة العبودية إلى قضية رأي عام في موريتانيا، بسبب نضال بعض المنظمات الحقوقية، وأصبح من الطبيعي أن تخرج مظاهرات لرفض العبودية في شوارع نواكشوط ومدن كبيرة أخرى، فيما دخلت على الخط أحزاب سياسية فرضت سن قوانين جديدة تكافح العبودية خلال حوار سياسي نظم عام 2011 وأسفر عن تجريم العبودية في الدستور الموريتاني لأول مرة.
من جهة أخرى أنشأت السلطات وكالة لمكافحة ما سمته «آثار الرق»، وتحاول هذه الوكالة أن تقيم مشاريع لتحسين الظروف المعيشية لسكان الريف من أبناء العبيد السابقين، في إطار سياسة تمييز إيجابي يؤكد المدافعون عنها أن سبب العبودية هو الجهل والفقر.
ويواجه القضاء على العبودية في موريتانيا عراقيل كثيرة في مقدمتها عدم تطبيق القوانين والنظام الاجتماعي الذي يكرس نوعًا من الطبقية التي جعلت العبودية أمرًا طبيعيًا جدًا يقبل به حتى العبيد أنفسهم، هذا بالإضافة إلى الفقر المدقع الذي يعانيه العبيد ما يعني استحالة انفصالهم عن أسيادهم.
ورغم النفي الرسمي لوجود العبودية في موريتانيا، تشير الإحصائيات الصادرة عن منظمات حقوقية دولية آخرها منظمة «وولك فري» التي صنفت موريتانيا في مقدمة البلدان من حيث نسبة المواطنين الذين يخضعون للعبودية، وقدرت المنظمة نسبة العبيد في موريتانيا بأنها تتراوح ما بين 10 إلى 20 في المائة.
و يرى الباحثون أن العبودية في موريتانيا في طريقها إلى الاندثار، لكن المعتقدات تحول دون القضاء عليها في صفوف الكبار، حيث يعتقدون بأنها جائزة شرعاً، وهذا الفهم السيّئ للدين يساهم في بقاء الظاهرة. حيث عاشت موريتانيا عهود الرق والاستعباد حتى وقت قريب، وظلت الأسر الموريتانية من مختلف المحافظات تملك جواري وخدماً يقومون بخدمتها، ويجري توارثهم من طرف أفراد الأسرة كما يتوارث العقار والمال. كذلك كانت تجارة الرقيق مهنة عادية كبيع الجمال والخرفان. ومن عادة الكثير من الموريتانيات رفض دخول المطبخ وإعداد وجبات لعائلاتهن، لأنهن يعتبرن القيام بالأعمال المنزلية انتقاصاً من مكانتهن.
في 26 مارس 2015 أصدرت رابطة العلماء الموريتانيين، وهو أكبر تجمع للعماء في البلاد، بيانا اعتبرت فيه الرق محرما شرعا لكنها نفت فيه وجود أي حالة استرقاق في البلاد، وهو ما يتناقض تماما مع مواقف حركة ايرا، وهي أشهر حركة مدافعة عن حقوق أبناء الأرقاء السابقين، التي تؤكد وجود حالات عبودية واستغلال في القرى والأرياف والمناطق المعزولة.
وأصدر العالم الموريتاني الشيخ محمد الحسن ولد الددو في أبريل 2015 فتوى تعتبر جميع أنواع الاسترقاق باطلة من الناحية الشرعية.
و أقرت الجمعية الوطنية الموريتانية (الغرفة الأولى للبرلمان) في عام 2015 مشروع قانون رقم 049/15 يلغي ويحل محل القانون رقم 13/011 الصادر بتاريخ 23 يناير/كانون الثاني 2013 يقضي بمعاقبة جرائم الاسترقاق والتعذيب بوصفها جرائم ضد الإنسانية.
القانون الذي يتكون من 26 مادة، تنص مادته الثانية على أن «الاستعباد يشكل جريمة ضد الإنسانية غير قابلة للتقادم»، وتبين المادة الثالثة الحالات التي توصف بأنها استعباد، ومعاقبة كل إنتاج أو عمل ثقافي وفني يمجد الاستعباد، بعقوبة ست سنوات سجنا ومصادرة ذلك العمل.
كما فرض القانون غرامات مالية على كل من شتم علنا شخصا ووصفه بأنه عبد، أو ينتسب إلى العبيد. وقد تصل العقوبة إلى عشر سنوات سجنا نافذا، وتصل الغرامة المالية إلى خمسة ملايين أوقية (حوالي 14 ألف دولار) ونص القانون الجديد على استحداث محاكم متخصصة لمواجهة الرق بقضاة متخصصين، ألزمهم بالمحافظة على حقوق الضحايا في التعويض، وتنفيذ الأحكام القضائية التي تتضمن تعويضا لضحايا العبودية، دون انتظار الاستئناف.

## قائمة أسباب الاستمرار
- الكثير من العبيد معزولون بسبب الأمية والفقر والجغرافيا ولا يعرفون أن الحياة خارج العبودية ممكنة.
- صعوبة فرض أي قوانين في الصحراء الشاسعة في البلاد.[34]
- الفقر الذي يحد من فرص العبيد في إعالة أنفسهم إذا تحرروا.
- الاعتماد على السادة الذين يوفرون الطعام والملابس للعبيد.[35]
- صعوبة "الهروب" وترك العائلات في أجزاء كبيرة من البلاد الصحراوية.
- الاعتقاد بأن العبودية جزء من النظام الطبيعي لهذا المجتمع.
- الاعتقاد بتفسير للإسلام حيث يقال للعبيد "إن جنتهم مرتبطة بسيدهم وأنهم إذا فعلوا ما يقوله لهم السيد فسوف يذهبون إلى الجنة".

تتطلب القوانين الموريتانية التي تضع عبء الإثبات على العبد أن يقدم الضحية شكوى قبل بدء التحقيق وأن منظمات حقوق الإنسان لا يجوز لها رفع قضية نيابة عن الضحية على الرغم من حقيقة أن معظم العبيد أميون.
في نوفمبر 2016 ألغت محكمة الاستئناف في موريتانيا إدانات السجن لثلاثة نشطاء مناهضين للعبودية وخففت أحكام سبعة آخرين إلى المدة التي قضوها في السجن وتركت ثلاثة في الحجز لدورهم في أعمال شغب في يونيو كما ذكرت منظمة العفو الدولية. كانت محكمة أخرى قد حكمت في الأصل على 13 ناشطا في مجال حقوق الإنسان وأعضاء حركة نهضة إلغاء العبودية (إيرا) بالسجن لمدة 15 عاما.

## قائمة المنظمات المناهضة للعبودية
- منظمة مبادرة إحياء حركة إلغاء العبودية يقودها بيرام داه عبيد وهو عبد سابق
- منظمة الحر
- منظمة الإنعتاق
- منظمة نداء استغاثة للعبيد تساعد العبيد على الهروب من أسيادهم وتطلب من الحكومة ورجال الدين معالجة مشكلة العبودية لكنها تمتنع عن مواجهة السلطات مثل منظمة مبادرة إحياء حركة إلغاء العبودية بقوة. شارك في تأسيس منظمة نداء استغاثة للعبيد بوبكر مسعود وهو عبد سابق ذهب لدراسة الهندسة والعمارة في مالي وموسكو. اعتبارا من عام 2014 كان في أواخر الستينيات من عمره وبالتالي وفقا لمسعود قد يمثل جيلا أكبر سنا. في عام 2011 أضرب مسعود وبيرام داه عبيد عن الطعام في مركز شرطة نواكشوط حتى وضعت الشرطة مالكا للعبيد في السجن.

## الضغوط الدولية
نتيجة لفشل موريتانيا في الحد من العبودية وبخ الاتحاد الأفريقي رسميا الحكومة الموريتانية في يناير 2018. واستند الحكم إلى قضية تتعلق بشقيقين سعيد سالم ويرغ ولد سالم اللذين كانا عبدين منذ الولادة. أمر الاتحاد الأفريقي موريتانيا بتعويض الأخوين مما دفع النشطاء إلى الادعاء بأن الحكم من شأنه أن يضع الأساس لإنفاذ قوانين مكافحة العبودية داخل البلاد. في عام 2015 وسعت الحكومة الموريتانية تعريف العبودية ليشمل عمالة الأطفال. تثبط الفقر المدقع والمعايير الإسلامية العديد من العبيد عن محاولة الهروب. تلعب الانقسامات العرقية والإثنية دورا في الحكومة والمجتمع الموريتانيين حيث أن معظم العبيد في موريتانيا هم من الموريتانيين السود بينما يميل أعضاء الطبقة الحاكمة إلى أن يكونوا عربا.
يضغط المجتمع الدولي بشكل متزايد على موريتانيا لتطبيق قوانينها المناهضة للعبودية. جنبا إلى جنب مع الحكم الأخير للاتحاد الأفريقي تفكر الولايات المتحدة في خفض مستوى علاقاتها التجارية مع موريتانيا بسبب سجلها السيئ في تطبيق قوانينها المناهضة للعبودية.